# یو دان (تیرانداز ورزشی)
یو دان (انگلیسی: Yu Dan؛ زادهٔ ۱۸ اوت ۱۹۸۷) ورزشکار ورزش تیراندازی اهل چین است.
وی در مسابقات کشوری و بین‌المللی در مجموع برندهٔ ۱ مدال برنز شده‌است.